# عباس سعد
عباس سعد (من مواليد 1 ديسمبر 1967، في لبنان)، لاعب كرة قدم أسترالي من أصول لبنانية، لعب مع منتخب أستراليا لكرة القدم.
ولد في لبنان وانتقل إلى أستراليا وابتدأ هناك مهنة احتراف كرة القدم، لاعب وسط فذ، وقد عرف عنه تسجيله الأهداف في الظروف الصعبة التي تجتاح فريقه. وقد لعب في الدوري الماليزي لفريق جوهور وسنغافورة في بداية التسعينات، وقد لعب مع نادي سدني أولمبيك في موسم 1996-97، ومع نادي اتحاد سدني من سنة 1997 إلى 1999، ولعب لفريق نورثرن سبيرت في موسم 1999-2000. وقد تم اختياره لتمثيل المنتخب الأسترالي لكرة القدم في تصفيات كأس العالم 1998.
وهو الآن يدرب فريق اتحاد بينيرايث نيبيان في دوري نيو ساوث ويلز الممتاز.

## وصلات خارجية
- عباس سعد في موقع أوز فوتبول